# Kerivoula lenis
Kerivoula lenis és una espècie de ratpenat de la família dels vespertiliònids. Viu a l'Índia, Indonèsia i Malàisia. El seu hàbitat natural són boscos. Es desconeix si hi ha cap amenaça significativa per a la supervivència d'aquesta espècie.